# Životice u Nového Jičína
Životice u Nového Jičína (in tedesco Seitendorf bei Neutitschein) è un comune della Repubblica Ceca facente parte del distretto di Nový Jičín, nella regione della Moravia-Slesia.